# Patrick Vervoort
Patrick Felix Vervoort (* 17. Januar 1965 in Beerse) ist ein ehemaliger belgischer Fußballspieler.

## Karriere

### Verein
Vervoort begann in der Jugend von K. Beerschot VAV Fußball zu spielen. 1982 rückte er in die erste Mannschaft des Vereins auf. Nach fünf Spielzeiten wechselte er zum RSC Anderlecht.
In seinen ersten beiden Spielzeiten bei Anderlecht gewann er den belgischen Pokal. 1990 erreichte er mit Anderlecht das Finale im Europapokal der Pokalsieger, welches die Belgier gegen Sampdoria Genua mit 0:2 nach Verlängerung verloren. Im selben Jahr ging Patrick Vervoort nach Frankreich zu Girondins Bordeaux. Nach einer Saison wechselte er nach Italien zu Ascoli Calcio. Dort bestritt er 17 Spiele ohne Torerfolg in der Serie A und kehrte 1992 nach Belgien zu Standard Lüttich zurück.
Nach weiteren kurzen Engagements in den Niederlanden bei RKC Waalwijk, Vitória Guimarães in Portugal und erneut in Frankreich in der Ligue 2 beim Sporting Club de Toulon beendete er 1999 seine aktive Laufbahn in der dritten belgischen Liga beim KFC Schoten SK.

### Nationalmannschaft
Zwischen 1986 und 1991 bestritt Vervoort 32 Länderspiele für die belgische Nationalmannschaft, in denen er drei Tore erzielte.
1986 wurde er in das belgische Aufgebot für die Weltmeisterschaft in Mexiko berufen. Bei diesem Turnier erreichte Belgien das Halbfinale und schloss auf dem vierten Platz ab. Nachdem er in den beiden ersten Vorrundenspielen nur auf der Bank saß, kam er ab dem dritten Spiel gegen Paraguay (2:2) in allen folgenden Partien zum Einsatz.  Im Viertelfinalspiel gegen Spanien, das die belgische Mannschaft mit 5:4 nach Elfmeterschießen gewann, verwandelte er einen Strafstoß zum zwischenzeitlichen Stand von 4:3.
Bei der Weltmeisterschaft 1990 in Italien stand er erneut im belgischen Aufgebot. Hier wurde er in der zweiten Vorrundenbegegnung gegen Uruguay (3:1) in der 75. Spielminute eingewechselt. Im abschließenden Vorrundenspiel gegen Spanien erzielte er bei der 1:2-Niederlage den zwischenzeitlichen Ausgleich zum 1:1.
Im Achtelfinale gegen England, welches die Belgier mit 0:1 nach Verlängerung verloren, kam er beim Stand von 0:0 in der 107. Minute für Bruno Versavel ins Spiel.

## Erfolge
- Belgischer Pokalsieger:  1988, 1989